# Procletus
Procletus es un  género de coleópteros adéfagos perteneciente a la familia Carabidae.

## Especies
Comprende las siguientes especies:
- Procletus aethiopicus Kirschenhofer, 2003
- Procletus biarticulatus (Burgeon, 1935)
- Procletus comoensis Kirschenhofer, 2008
- Procletus cryptomydis Basilewsky, 1950
- Procletus gabunensis Kirschenhofer, 2008
- Procletus minor Basilewsky, 1950
- Procletus pretorianus (Peringuey, 1926)
- Procletus singularis Peringuey, 1896
- Procletus subniger Kirschenhofer, 2008
- Procletus tanzaniensis Kirschenhofer, 2003
- Procletus werneri Kirschenhofer, 2008